# Reprezentacja Nowej Zelandii na żużlu
Reprezentacja Nowej Zelandii na żużlu – grupa żużlowców reprezentujących Nową Zelandię w sportowych imprezach międzynarodowych. Za jej funkcjonowanie odpowiedzialny jest Motorcycling New Zealand (MNZ).
W latach 1962–1973 w rozgrywkach o drużynowe mistrzostwo świata zawodnicy z Nowej Zelandii (oraz Australii) startowali w reprezentacji Wielkiej Brytanii (de facto Wspólnoty Narodów).

## Osiągnięcia

### Mistrzostwa świata
Drużynowe mistrzostwa świata
- 1. miejsce (1): 1979

Mistrzostwa świata par
- 1. miejsce (1): 1970
- 2. miejsce (4): 1971, 1972, 1978, 1981
- 3. miejsce (2): 1974, 1984

Indywidualne mistrzostwa świata
- 1. miejsce (12):
  - 1954 – Ronnie Moore
  - 1957 – Barry Briggs
  - 1958 – Barry Briggs
  - 1959 – Ronnie Moore
  - 1964 – Barry Briggs
  - 1966 – Barry Briggs
  - 1968 – Ivan Mauger
  - 1969 – Ivan Mauger
  - 1970 – Ivan Mauger
  - 1972 – Ivan Mauger
  - 1977 – Ivan Mauger
  - 1979 – Ivan Mauger
- 2. miejsce (9):
  - 1955 – Ronnie Moore
  - 1956 – Ronnie Moore
  - 1960 – Ronnie Moore
  - 1962 – Barry Briggs
  - 1968 – Barry Briggs
  - 1969 – Barry Briggs
  - 1971 – Ivan Mauger
  - 1973 – Ivan Mauger
  - 1974 – Ivan Mauger
- 3. miejsce (5):
  - 1953 – Geoff Mardon
  - 1955 – Barry Briggs
  - 1959 – Barry Briggs
  - 1963 – Barry Briggs
  - 1967 – Ivan Mauger

Indywidualne mistrzostwa świata juniorów
- 2. miejsce (–):
  - 1980[a] – Tony Briggs
  - 1983[a] – David Bargh

### Pozostałe
World Games
- 2. miejsce (1):
  - 1985 – Larry Ross[b]
- 3. miejsce (1):
  - 1985 – Mitch Shirra[c]

Indywidualny Puchar Mistrzów
- 2. miejsce (1):
  - 1989 – Mitch Shirra

## Nowozelandzcy Mistrzowie Świata
| Imię i nazwisko | Tytuły MŚ | Indywidualni (1936–1938, od 1949) | Indywidualni (1936–1938, od 1949)  | Pary (1970–1993) | Pary (1970–1993) | Drużynowi (od 1960) | Drużynowi (od 1960)    | Tytuły MŚJ | Indywidualni U-21 (od 1988) | Indywidualni U-21 (od 1988) | Drużynowi U-21 (od 2005) | Drużynowi U-21 (od 2005) | Tytuły łącznie |
| Imię i nazwisko | Tytuły MŚ | Łącznie                           | Lata                               | Łącznie          | Lata             | Łącznie             | Lata                   | Tytuły MŚJ | Łącznie                     | Lata                        | Łącznie                  | Lata                     | Tytuły łącznie |
| --------------- | --------- | --------------------------------- | ---------------------------------- | ---------------- | ---------------- | ------------------- | ---------------------- | ---------- | --------------------------- | --------------------------- | ------------------------ | ------------------------ | -------------- |
| Roger Abel      | 1         |                                   |                                    |                  |                  | 1                   | 1979                   |            |                             |                             |                          |                          | 1              |
| Barry Briggs    | 6         | 4                                 | 1957, 1958, 1964, 1966             |                  |                  | 2                   | 1968, 1971             |            |                             |                             |                          |                          | 6              |
| Bruce Cribb     | 1         |                                   |                                    |                  |                  | 1                   | 1979                   |            |                             |                             |                          |                          | 1              |
| Ivan Mauger     | 11        | 6                                 | 1968, 1969, 1970, 1972, 1977, 1979 | 1                | 1970             | 4                   | 1968, 1971, 1972, 1979 |            |                             |                             |                          |                          | 11             |
| Ronnie Moore    | 5         | 2                                 | 1954, 1959                         | 1                | 1970             | 2                   | 1971, 1972             |            |                             |                             |                          |                          | 5              |
| Larry Ross      | 1         |                                   |                                    |                  |                  | 1                   | 1979                   |            |                             |                             |                          |                          | 1              |
| Mitch Shirra    | 1         |                                   |                                    |                  |                  | 1                   | 1979                   |            |                             |                             |                          |                          | 1              |